# White Flag
"White Flag" é uma canção da cantora Dido, lançado como o primeiro single de seu segundo álbum, Life for Rent em setembro de 2003. "White Flag" é o maior hit da carreira de Dido. É considerada uma das canções de sua assinatura, e ajudou Life for Rent vender mais de dez milhões de cópias no mundo todo. A canção foi nomeada para a Melhor Performance Vocal Pop Feminino a 46 prêmios Grammy, mas perdeu para Christina Aguilera "Beautiful". Ele ganhou o Melhor Single Britânico, no Brit Awards de 2004. O videoclipe, dirigido por Joseph Kahn características ator David Boreanazpor quem Dido estava apaixonada. A canção classificada na lista da Blender "500 Greatest Songs Since You Were Born", no número 317.
O single se saiu muito bem nas paradas ao redor do mundo, chegando ao número um na Austrália, Áustria, Alemanha, Itália e Noruega, e ficou na segunda posição no Reino Unido e Irlanda, e em número dezoito na Billboard Hot 100 U.S.

## Paradas
UK Maxi-Single
1. "White Flag"
2. "Paris"
3. "White Flag (Johnny Toobad Mix)"

## Gráficos
| Charts (2003)                            | Peak Position |
| ---------------------------------------- | ------------- |
| Australian ARIA Singles Chart            | 1             |
| Austrian Singles Chart                   | 1             |
| Belgian Singles Chart (Flanders)         | 3             |
| Belgian Singles Chart (Wallonia)         | 2             |
| Danish Singles Chart                     | 2             |
| Dutch Singles Chart                      | 5             |
| Finnish Singles Chart                    | 19            |
| French Singles Chart                     | 5             |
| German Singles Chart                     | 1             |
| Irish Singles Chart                      | 2             |
| Italian Singles Chart                    | 1             |
| Norwegian Singles Chart                  | 1             |
| New Zealand Singles Chart                | 12            |
| Russian Singles Chart                    | 28            |
| Swedish Singles Chart                    | 2             |
| Swiss Singles Chart                      | 2             |
| UK Singles Chart                         | 2             |
| U.S. Billboard Hot 100                   | 18            |
| U.S. Billboard Adult Contemporary Tracks | 2             |
| U.S. Billboard Adult Pop Songs           | 4             |
| U.S. Billboard Pop Songs                 | 19            |

## Uso em filmes e televisão
1. "White Flag" foi destaque no segundo episódio da terceira temporada de Smallville, "Phoenix".
2. A música também foi destaque no segundo episódio da quarta temporada de Cold Case, "The War at Home".
3. Cantor alemão Bill Kaulitz ouve "White Flag", quando ele tem que compôr uma canção.
4. A canção foi apresentada no jogo de vídeo Karaoke Revolution Volume 2.
5. A canção é ouvida no trailer do filme Evening.
6. A canção foi apresentada no vídeo game Xbox 360 "Lips".
7. X Factor concorrente, Diana Vickers, realizada esta canção na semi-final da série de 2008.